# هيدكة
الهَيْدَكَة أو النِّكْتِرية هي جنس من الفطريات الزقية. غالبًا ما تُرى أنها نباتات رمامية على الخشب المتحلل ولكن بعض الأنواع يمكن أن تظهر أيضًا طفيليات على الأشجار، وخاصة أشجار الفاكهة (على سبيل المثال التفاح) وعدد من أشجار الأخشاب الصلبة الأخرى. تُعد بعض الأنواع آفات كبيرة تسبب أمراضًا مثل قرحة التفاح، ولفحة غصين اليكدة، والبقع المرجانية في البساتين.